# 马赛城市公共交通
马赛城市公共交通（法語：Régie des transports métropolitains）是法国东南部城市马赛（法語：Marseille）的城市公共交通系统，同时也是政企合一的机构，由马赛地方政府（包括罗讷河口省和马赛两级政府）联合管理和运营，无第三方运营商介入，属于法国工商业行政的公共部门。

## 名称释义
马赛城市公共交通的商业名称为""，是其法语全名的缩写。这一名称的字面含义为"大都市交通管理局"，并无"马赛"或能体现地方特征的词汇出现。事实上，"métropolitains"一名来源于2016年成立的艾克斯-马赛-普罗旺斯都市圈，而在此之前，RTM一直作为"马赛交通管理局"（Régie des transports de Marseille）的缩写而对外使用。

## 历史
马赛的城市公共交通系统早在19世纪末便已出现，但一直没有成立统一的管理部门。
马赛自营城市公共交通公司（La Régie autonome des transports de la ville de Marseille (RATVM)）成立于1950年，由马赛市政府监管。1986年，随着馬賽地鐵的建成通车，为了加强交通方面的管理，马赛城市公共交通公司成立，由马赛市政府直接管理。
2004年，马赛无轨电车停止运行，老式有轨电车也开始停运改造，并于2007年重新投入使用。
2012年，马赛圣夏勒国际汽车站交由马赛城市公共交通公司直接管理。
2014年，并入马赛城市公共交通。
自2016年1月1日起，马尔蒂格城市公共交通也整体并入马赛城市公共交通。
2016年6月，马赛公交82路成为了法国第一条纯电动车公交线。
2017年，马赛城市公共交通系统共搭载乘客1.7亿人次。

## 组织

### 运营
马赛城市公共交通的所有线路由马赛城市公共交通公司自主运营，直接负责提供车辆及人员配置并运营。

### 财政
马赛城市公共交通的财政管理由艾克斯-马赛-普罗旺斯都市圈负责财政，其财政来源包括3部分：
- 地方财政支出（Contribution），即都市圈本身。
- 商业收入，即车票等。
- 国家直接补助。

由于马赛城市公共交通无第三方运营商介入，因此该系统没有交通税补助。

## 设施
截止2019年5月，马赛城市公共交通系统共有常规公交车辆617辆，司乘人员1530人；另有无障碍专用车辆50辆。

## 线路
截止2019年5月，马赛城市公共交通系统线路网包括两条地铁线路，总长21.5公里；有轨电车线路3条，总长12.7公里；各类公交线路92条，总长646.1公里（不计重复部分），共2537个站点。另外还下属14个P+R停车场。

### 地铁
马赛是法国六个拥有地铁系统的城市之一。因马赛地形限制，为克服高差，马赛地铁采用胶轮系统。

### 其它服务
马赛城市公共交通系统还包括4条航海轮渡线路，同时还开始公共自行车租赁服务。

## 票价
马赛城市公共交通的车票系统包括两大类型：单次车票和公交卡。

### 单次车票
马赛城市公共交通的单次车票包括三种：单次票（1.4欧元）、7日票（14.5欧元）和30日票（48.5欧元）不记名，可在地铁站或有轨电车车站的自动售票机处购买，在公交车上购买则仅能购买单次票。所有单次车票在刷卡后一个小时内可无限次换乘。此外，在综合停车场附近亦可购买停车+公交联合车票。

### 公交卡
马赛的公交卡包含多种类型，包括公共卡（所有人均可办理和使用）、学生卡、老年卡等，办理时需实名登记并出示相关证件。普通的公交卡可在指定的时间段内无限次乘坐马赛城市公共交通下属的在马赛地区（4个市镇）的所有线路，而联合卡则可乘坐艾克斯-马赛-普罗旺斯都市圈范围内乘坐包括TER列车在内的所有公共交通。此外，对于居住在都市圈以外的乘客，马赛城市公共交通也提供可以与普罗旺斯-阿尔卑斯-蓝色海岸大区公共交通联合的交通卡，具体付费方式视距离而定。

## 图集

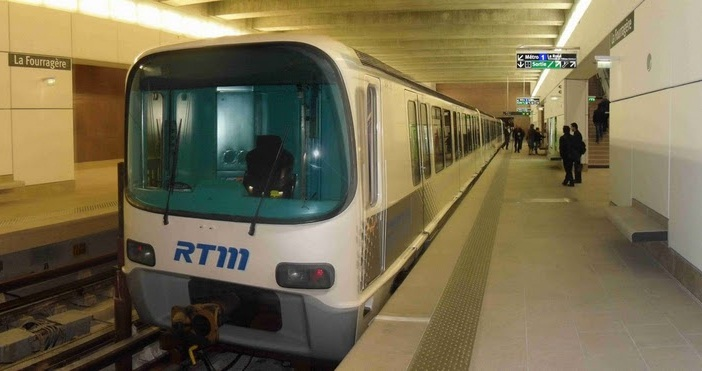
马赛地铁
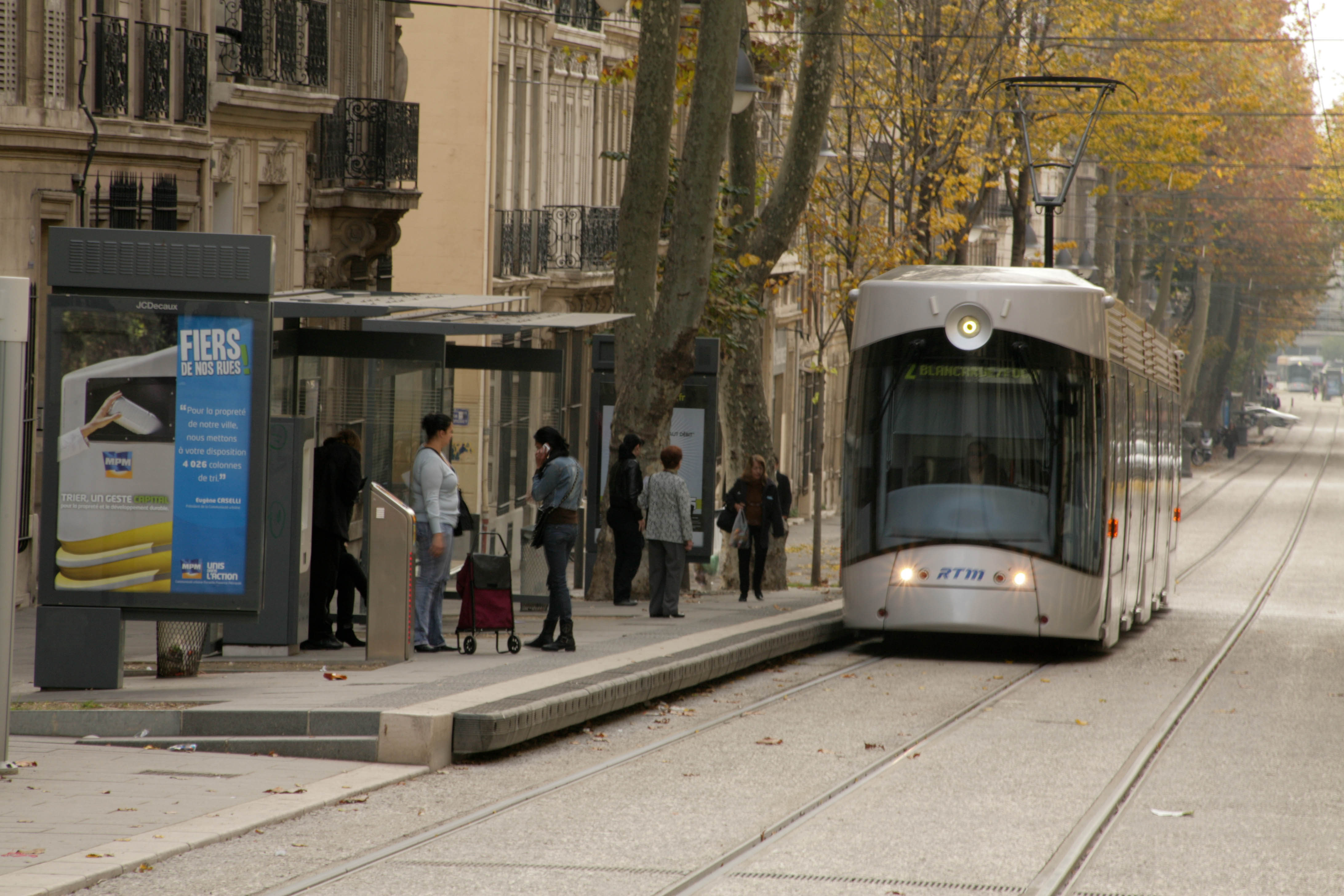
马赛有轨电车
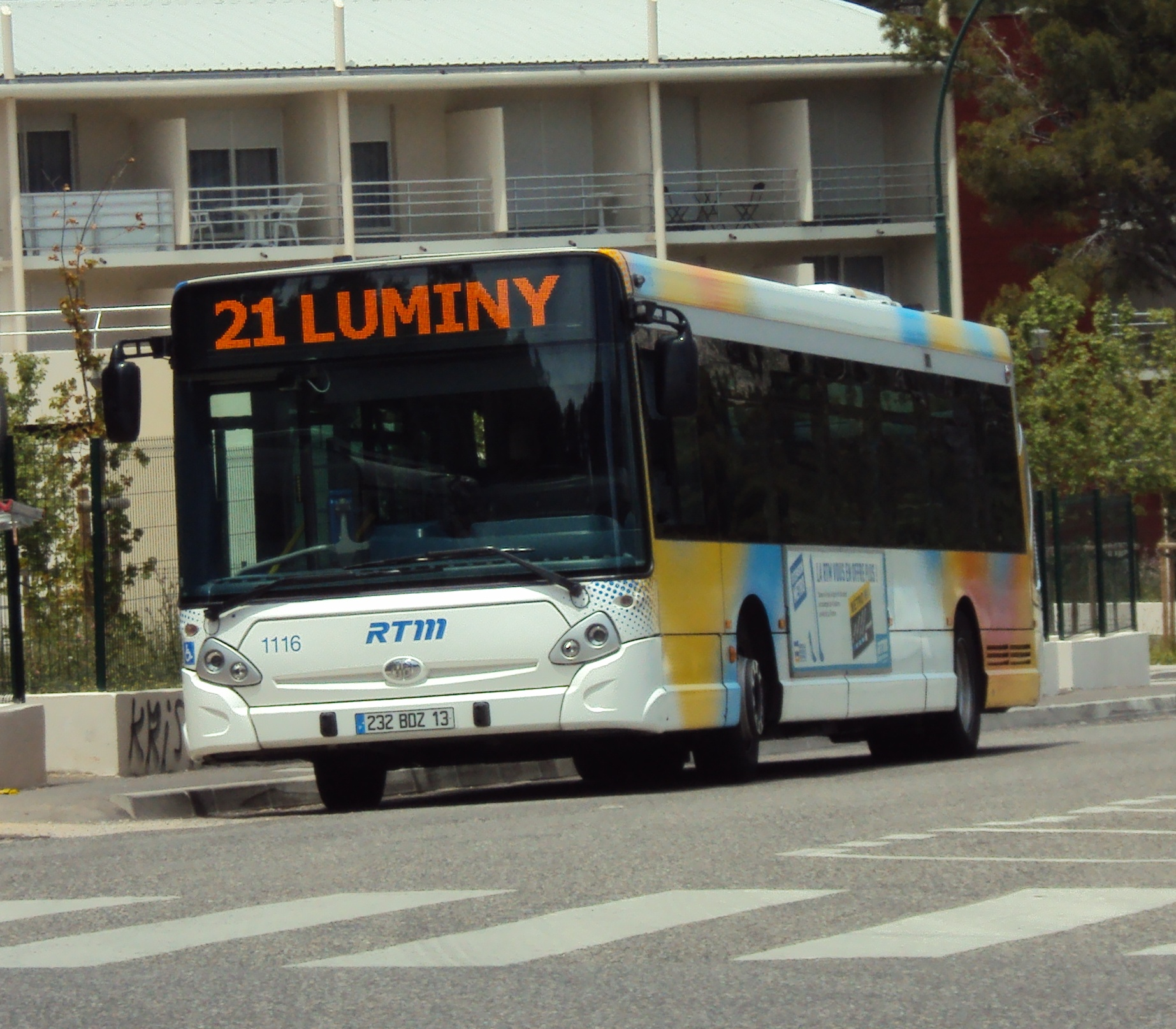
马赛公交21路
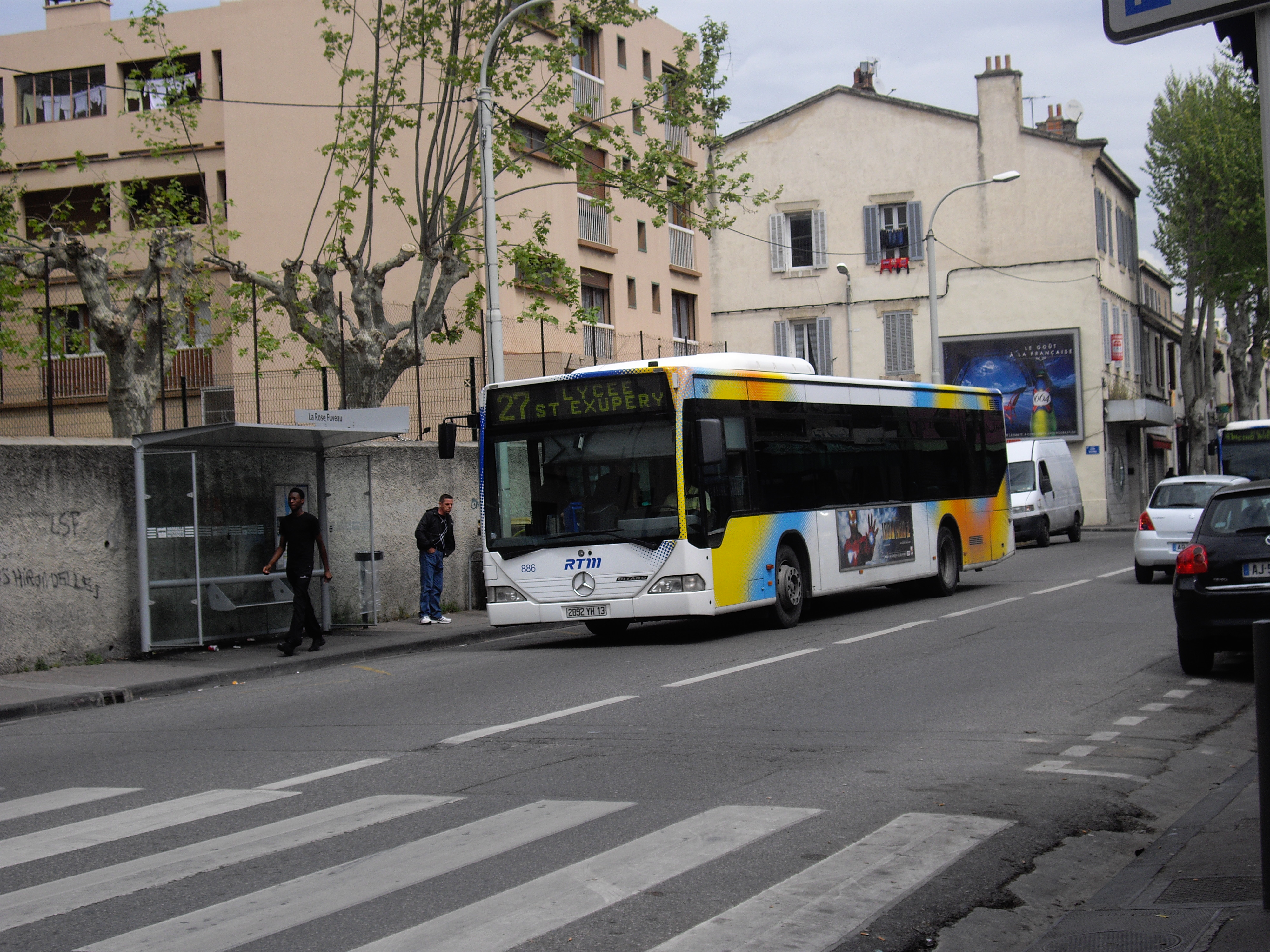
马赛公交27路
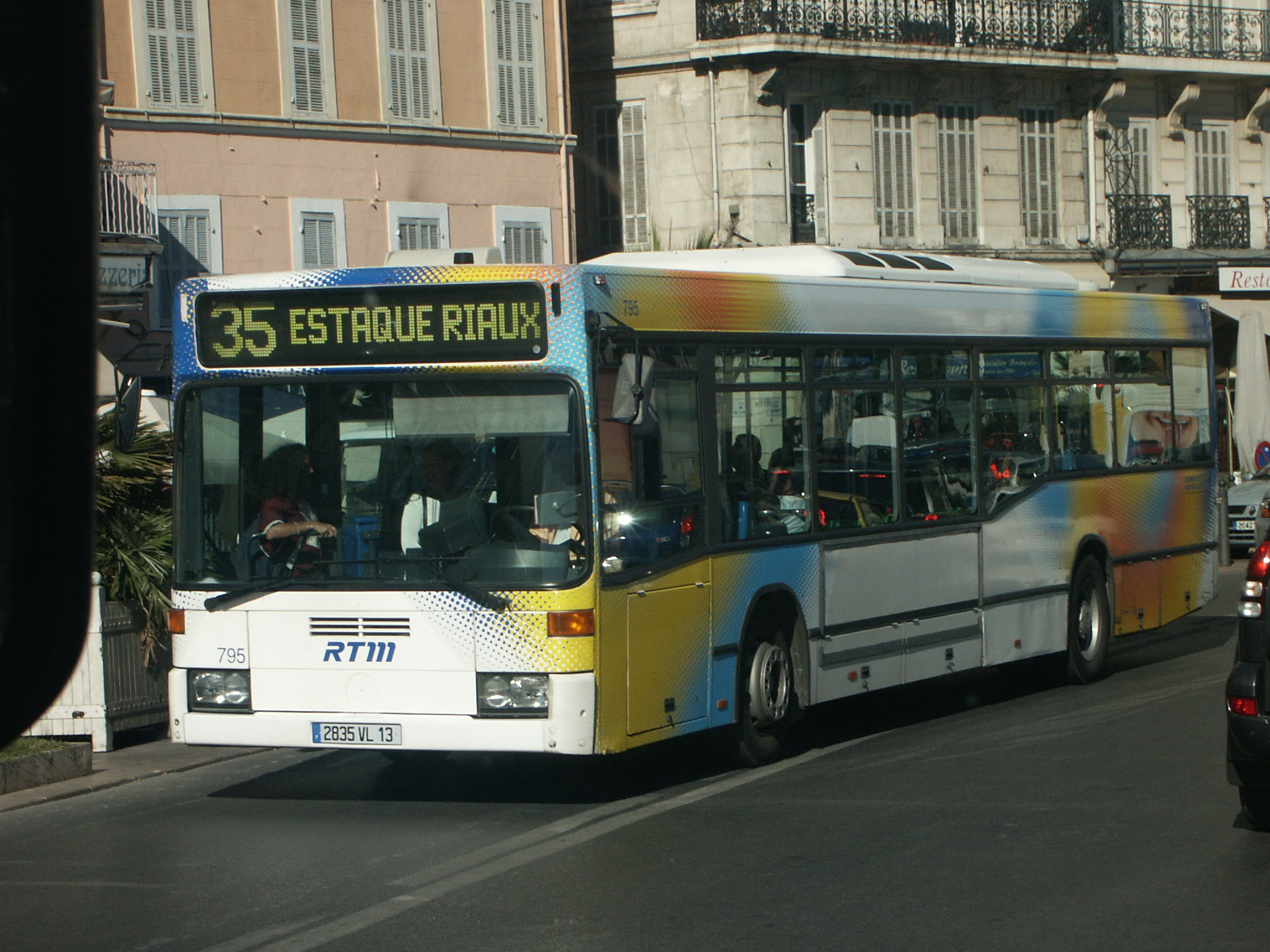
马赛公交35路（2005年）
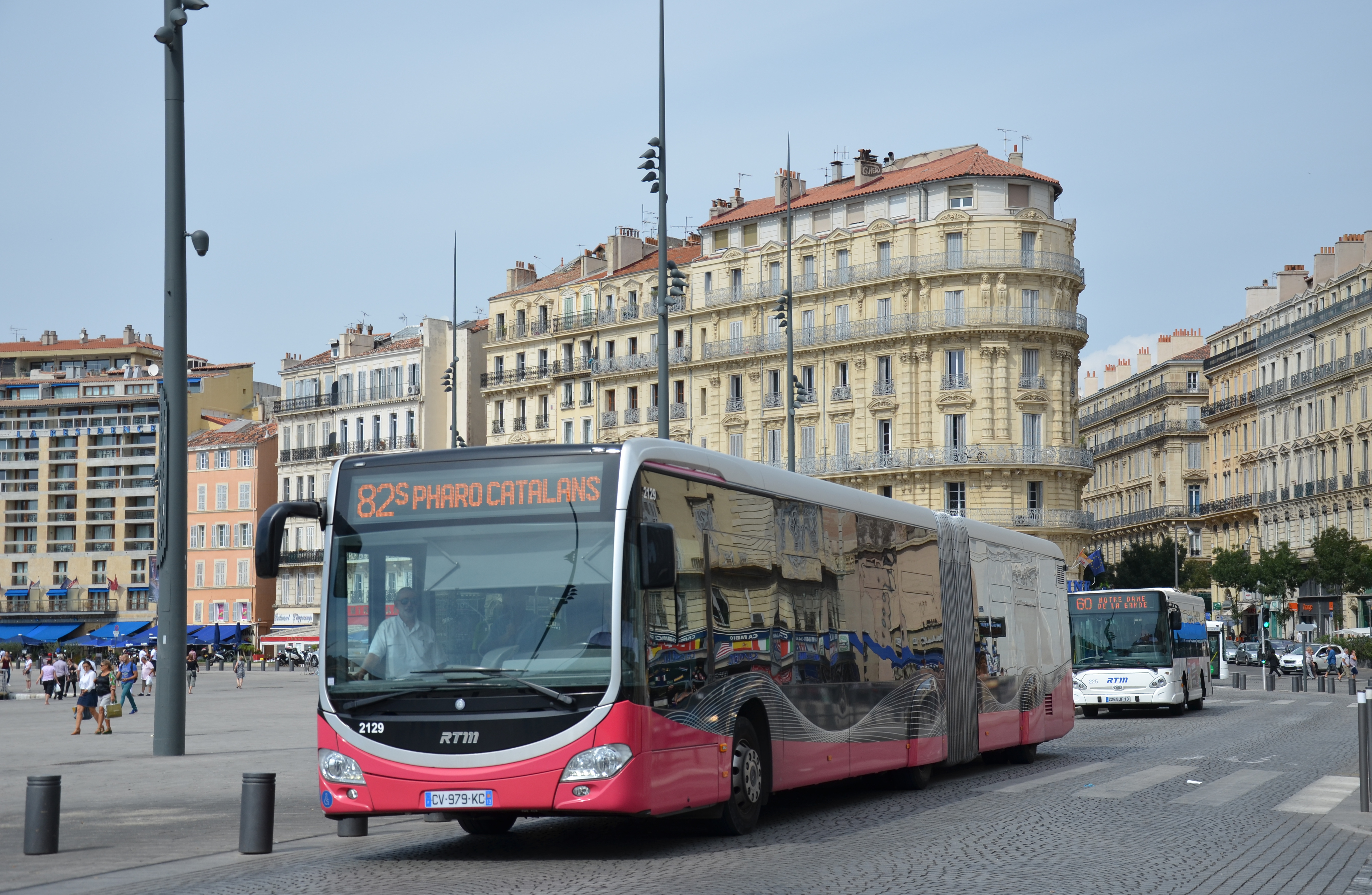
马赛公交82S路
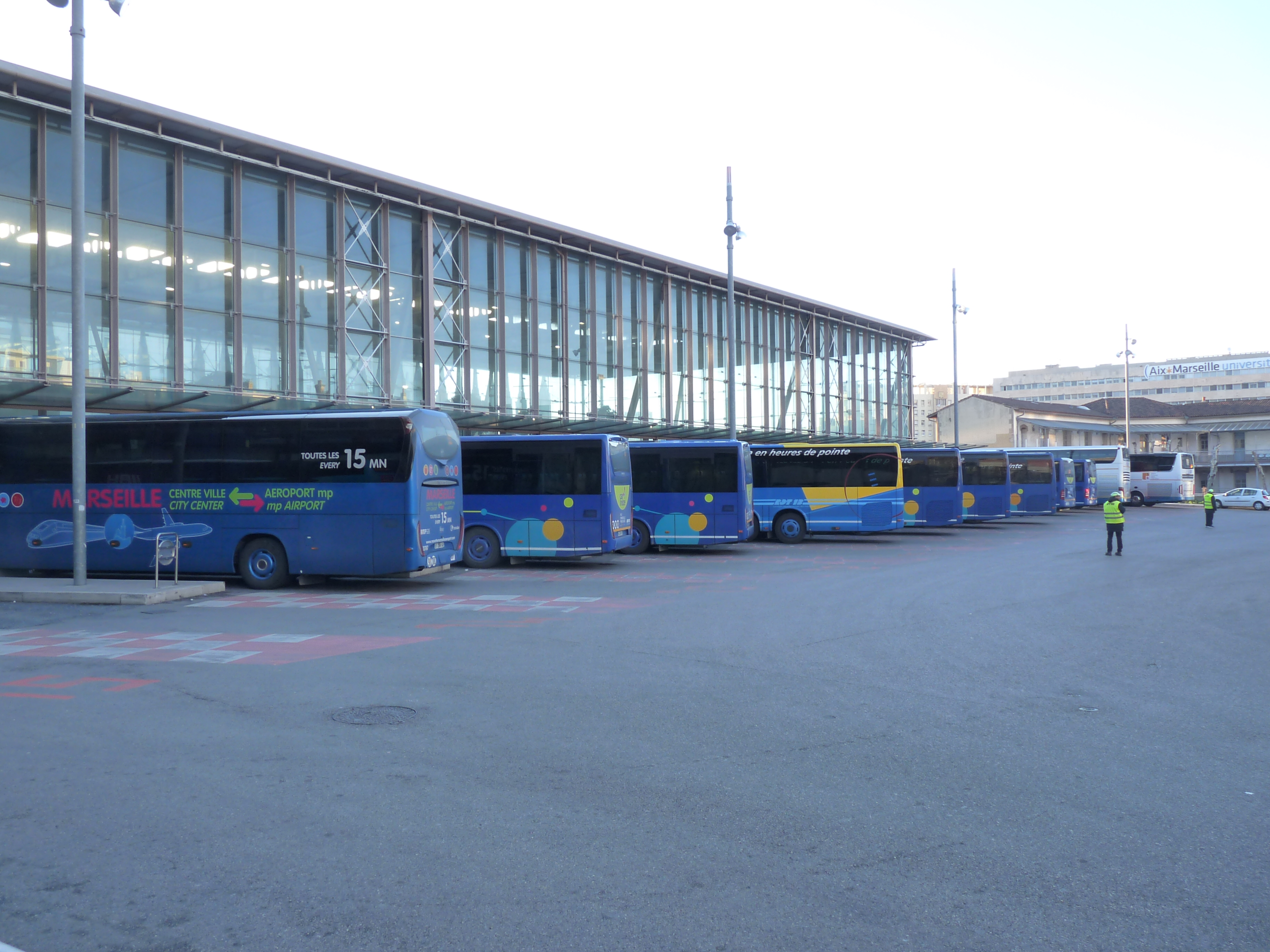
马赛圣夏勒国际汽车站